# Born to Mack
| Críticas profissionais | Críticas profissionais |
| Avaliações da crítica  | Avaliações da crítica  |
| Fonte                  | Avaliação              |
| ---------------------- | ---------------------- |
| Allmusic               | [ 1 ]                  |
| RapReviews             | (7/10)                 |

Born to Mack é o quarto álbum de estúdio de Too Short, e seu primeiro grande lançamento. Este álbum foi relançado pela Jive Records após o sucesso de Raw, Uncut, and X-Rated. Foi originalmente lançado no verão de 1987 pela Dangerous Music e em 1988 pela Jive/RCA, apesar do logotipo da Jive só ter aparecido quando foi lançado no formato de CD em 1989. Este álbum apresenta letras sexualmente explícitas sobre fortes linhas de baixo de sintetizadores e baterias da caixa de ritmos Roland TR-808. O álbum foi uma sensação no underground sobre todo o país. Foi certificado como Ouro pela RIAA em 18 de Setembro de 1992. Em 1998, foi selecionado como um dos 100 Melhores Álbuns de Rap da The Source, e a canção "Freaky Tales" alcançou #92 na lista 100 Greatest Rap Songs. A capa do álbum foi refeita por outro MC da Bay Area, Bailey, desta vez usando um Chevrolet Impala 1962 e Daytons de ouro no lugar do Cadillac.

## Lista de faixas
1. "Partytime"
2. "Mack Attack"" (released on 1988 version)
3. "Playboy Short II" (Part I on Don't Stop Rappin')
4. "You Know What I Mean"
5. "Freaky Tales"
6. "Dope Fiend Beat"
7. "Little Girls" (featuring MC Jah)
8. "The Universal Mix"

## Posições nas paradas
| Parada                 | Posição |
| ---------------------- | ------- |
| Top R&B/Hip-Hop Albums | # 50    |